# Brühl (Baden-Württemberg)
Il comune di Brühl si trova in Germania nel Baden-Württemberg, nel circondario Rhein-Neckar-Kreis.
Da antico villaggio di pescatori sul fiume Reno si è sviluppato negli ultimi decenni grazie alla vicinanza di Mannheim, dove lavora la maggioranza dei suoi abitanti. È attraverso la tennista Steffi Graf, nata qui, che la cittadina ha raggiunto una certa notorietà.
La superficie è di 10,12 km², mentre gli abitanti al 31 dicembre 2005 erano 14.399. Il sindaco è Ralf Gock (SPD).